# Filídio
Filídio (ou filóide) é designação dada em briologia às expansões fotossintéticas do eixo das plantas. As estruturas são em geral constituídas por uma lâmina com um único estrato de células, geralmente com nervuras poli-estratificadas.